# Championnat d'Angleterre de football 1936-1937
Navigation
Édition précédente Édition suivante
La 45e édition du championnat d'Angleterre de football est remportée par Manchester City. C’est son premier titre national.
Charlton Athletic, qui  participe pour la première fois à la première division du championnat anglais, termine deuxième. Arsenal complète le podium. 
Le système de promotion/relégation reste en place: descente et montée automatique, sans matchs de barrage pour les deux derniers de première division et les deux premiers de deuxième division. Manchester United et Sheffield Wednesday descendent en deuxième division. Ils sont remplacés pour la saison 1937/38 par Leicester City et Blackpool.
Freddie Steele, joueur de Stoke City finit meilleur buteur du championnat avec 33 buts.

## Les clubs de l'édition 1936-1937
| Club                                  | Ville          |
| ------------------------------------- | -------------- |
| Arsenal Football Club                 | Londres        |
| Birmingham City Football Club         | Birmingham     |
| Bolton Wanderers Football Club        | Bolton         |
| Brentford Football Club               | Londres        |
| Charlton Athletic Football Club       | Londres        |
| Chelsea Football Club                 | Londres        |
| Derby County Football Club            | Derby          |
| Everton Football Club                 | Liverpool      |
| Huddersfield Town Football Club       | Huddersfield   |
| Grimsby Town Football Club            | Grimsby        |
| Leeds United Football Club            | Leeds          |
| Liverpool Football Club               | Liverpool      |
| Manchester City Football Club         | Manchester     |
| Manchester United Football Club       | Manchester     |
| Middlesbrough Football Club           | Middlesbrough  |
| Portsmouth Football Club              | Portsmouth     |
| Preston North End Football Club       | Preston        |
| Sheffield Wednesday Football Club     | Sheffield      |
| Stoke City Football Club              | Stoke-on-Trent |
| Sunderland Association Football Club  | Sunderland     |
| West Bromwich Albion Football Club    | Birmingham     |
| Wolverhampton Wanderers Football Club | Wolverhampton  |

## Compétition

### Classement
Le classement est établi sur le barème de points classique (victoire à 2 points, match nul à 1, défaite à 0).
| Rang | Équipe                  | Pts | J  | G  | N  | P  | Bp  | Bc | Diff |
| ---- | ----------------------- | --- | -- | -- | -- | -- | --- | -- | ---- |
| 1    | Manchester City         | 57  | 42 | 22 | 13 | 7  | 107 | 61 | +46  |
| 2    | Charlton Athletic       | 54  | 42 | 21 | 12 | 9  | 58  | 49 | +9   |
| 3    | Arsenal FC              | 52  | 42 | 18 | 16 | 8  | 80  | 49 | +31  |
| 4    | Derby County            | 49  | 42 | 21 | 7  | 14 | 96  | 90 | +6   |
| 5    | Wolverhampton Wanderers | 47  | 42 | 21 | 5  | 16 | 84  | 67 | +17  |
| 6    | Brentford               | 46  | 42 | 18 | 10 | 14 | 82  | 78 | +4   |
| 7    | Middlesbrough           | 46  | 42 | 19 | 8  | 15 | 74  | 71 | +3   |
| 8    | Sunderland              | 44  | 42 | 19 | 6  | 17 | 89  | 87 | +2   |
| 9    | Portsmouth              | 44  | 42 | 17 | 10 | 15 | 62  | 66 | -4   |
| 10   | Stoke City              | 42  | 42 | 15 | 12 | 15 | 72  | 57 | +15  |
| 11   | Birmingham City         | 41  | 42 | 13 | 15 | 14 | 64  | 60 | +4   |
| 12   | Grimsby Town            | 41  | 42 | 17 | 7  | 18 | 86  | 81 | +5   |
| 13   | Chelsea                 | 41  | 42 | 14 | 13 | 15 | 52  | 55 | -3   |
| 14   | Preston North End       | 41  | 42 | 14 | 13 | 15 | 56  | 67 | -11  |
| 15   | Huddersfield Town       | 39  | 42 | 12 | 15 | 15 | 62  | 64 | -2   |
| 16   | West Bromwich Albion    | 38  | 42 | 16 | 6  | 20 | 77  | 98 | -21  |
| 17   | Everton                 | 37  | 42 | 14 | 9  | 19 | 81  | 78 | +3   |
| 18   | Liverpool               | 35  | 42 | 12 | 11 | 19 | 62  | 84 | -22  |
| 19   | Leeds United            | 34  | 42 | 15 | 4  | 23 | 60  | 80 | -20  |
| 20   | Bolton Wanderers        | 34  | 42 | 10 | 14 | 18 | 43  | 66 | -23  |
| 21   | Manchester United       | 32  | 42 | 10 | 12 | 20 | 55  | 78 | -23  |
| 22   | Sheffield Wednesday     | 30  | 42 | 9  | 12 | 21 | 53  | 69 | -16  |

|  | Champion d'Angleterre |
|  | Relégation            |

## Bilan de la saison
| Tableau d'Honneur                    |                 |
| Compétition                          | Vainqueur       |
| Championnat d'Angleterre de football | Manchester City |
| Coupe d'Angleterre de football       | Sunderland      |
| Charity Shield                       | Sunderland      |

| Promotions et relégations |                                       |
| Promus                    | Leicester City Blackpool              |
| Relégués                  | Manchester United Sheffield Wednesday |

## Statistiques

### Meilleur buteur
- Freddie Steele, Stoke City, 33 buts